# Bachelor Apartments
Bachelor Apartments er en amerikansk stumfilm fra 1921 af Johnnie Walker.

## Medvirkende
- Georgia Hopkins som June Shelton
- Fred Howard som I.O. Underwood
- George Dupree som Thomas Shelton
- Zadee Burbank som Mrs. Shelton
- George Reynolds som Bert Morely
- Edward M. Favor som Howard Thorpe
- Eva Gordon som Pearl Thorpe
- Ruby Davis som Suzette
- Edward Boulden som Harold Wright
- Joseph Donohue
- Bernard Nedell